# Saksofon
Saksofon je tip pihala, ki je nastalo v obdobju romantike. Skonstruiral ga je Belgijec Adolphe Sax kot nadomestek za nekatera lesena pihala in kovinska trobila. Sestavljen je iz treh delov: ustnika z jezičkom, vratu (pipe) in telesa z zaklopkami. Glasbenika, ki igra na ta inštrument imenujemo saksofonist. Saksofon je eno redkih glasbil, ki je obdržalo ime svojega izdelovalca. Svetovni dan saksofona obeležujemo na Saxov rojstni dan, 6. novembra.

## Vrste
Glede na dolžino resonacijske cevi in s tem razpona dobljenih tonov ločimo več vrst saksofonov.

### Pogosti
- sopranski saksofon, uglašen v B; transponira za veliko sekundo navzdol (oktavo višje od tenorskega)
- altovski saksofon, uglašen v Es; transponira za veliko seksto navzdol (najpogostejši član družine saksofonov)
- tenorski saksofon, uglašen v B; transponira za veliko veliko nono navzdol
- baritonski saksofon, uglašen v Es; transponira za oktavo in veliko seksto navzdol (oktavo nižje od altovskega)

### Redki
- soprillo saksofon, uglašen v B; transponira za oktavo višje od sopranskega
- sopranino saksofon, uglašen v Es; transponira za malo terco navzgor
- C-melody saksofon, uglašen v C; transponira za oktavo navzdol (znan tudi kot C tenorski saksofon)[1]
- basovski saksofon, uglašen v B; transponira za oktavo nižje od tenorskega
- kontrabasovski saksofon, uglašen v Es; transponira za oktavo nižje od baritonskega
- subkontrabas saksofon, uglašen v B; transponira za oktavo nižje od basovskega

## Opis in igranje
Adolphe Sax je kot izdelovalec inštrumentov eksperimentiral s trobilom imenovanim ofikleida, na katero je namestil ustnik basovskega klarineta. Nastala je osnova za prvo serijo saksofonov, ki jo je patentiral v Franciji 22. junija 1846.
Glede na vrstni red patentiranih saksofonov v pravni listini bi lahko sklepali, da so Saxa v prvi vrsti zanimali nižji instrumenti te vrste. Za razliko od ostalih pihalnih instrumentov lahko saksofon prilagaja jakost (dinamiko) izvajanja veliko bolje v vseh registrih. Npr., flavta in fagot sta v nizkem registru šibka in ne zmoreta glasnih tonov, oboa je v nizkem registru glasna in ne zmore tihih tonov, itd.
Obseg tonov, ki jih ti instrumenti lahko zaigrajo, je v notah vselej zapisan od malega b do f3 (seveda z izjemami za virtuoze), naštete transpozicije pa so dejanski slišni toni, glede na zapisane.
Celotna družina teh instrumentov tvori velik tonski obseg: od kontra Des do g3. V splošnem sta najbolj uporabljana altovski in tenorski saksofon, največkrat v jazzovskih in plesnih ansamblih, vojaških godbah in ansamblih zabavne glasbe.

## Na Slovenskem
Prvi saksofon se je na Slovenskem pojavil leta 1923. Za prvi slovenski jazzovski orkester imenovan Original Jazz Negode ga je priskrbel tržaški pianist Miljutin Negode, igral pa ga je klarinetist Janko Gregorc.

## Galerija
- Saksofonistka z altovskim saksofonom
- Saksofonist s tenorskim saksofonom
- Kvartet saksofonov (z leve: baritonski, altovski, tenorski, altovski)
- Saksofonska sekcija big banda
- Arhaičen C tenorski saksofon iz tovarne Adolpha Saxa